# Thomas Andreas Beck

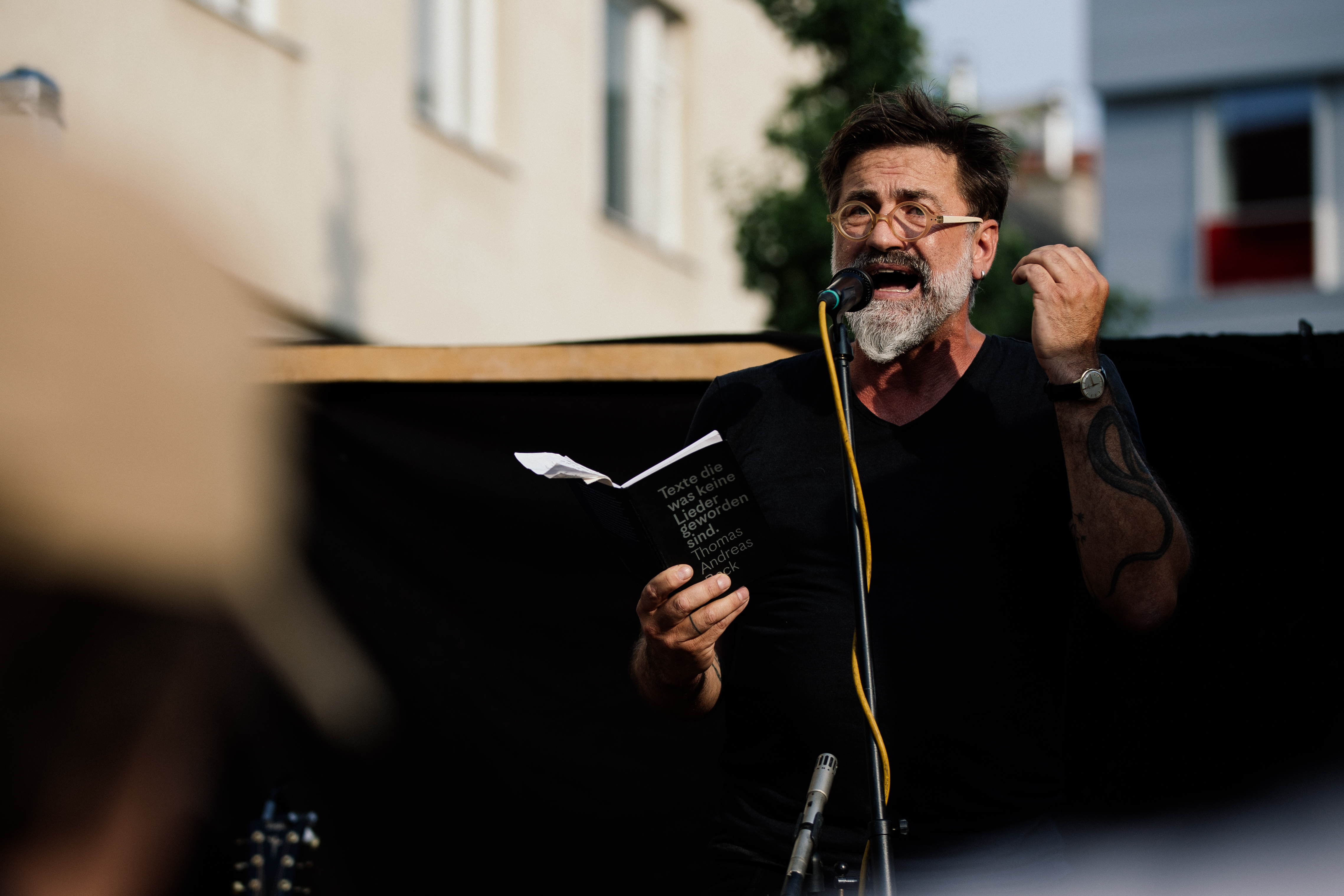
Thomas Andreas Beck 2023

Thomas Andreas Beck (* 8. April 1968 in Wien) ist ein österreichischer Dichter, Liedermacher, Kurator und Berater.

## Leben
Erste musikalische Erfahrungen sammelte er mit Auftritten als „Thomas Beck und seine Buggln“ 1985 bis 1987. Ab 1996 arbeitete Beck als Sales- and Marketingmanager bei Terra Baumaschinen GmbH und für JCB Baumaschinen, GB, 2000 gründete er sein eigenes Unternehmen „Marken- und Marketingkommunikation“. 2003 folgte die Umwandlung seiner Firma in die Tombeck Marketing GmbH mit Sitz in Wien. Im Jahr 2004 schaffte er den Abschluss der Coaching-Ausbildung bei Wolfgang Stabentheiner in den Fachbereichen Teambuilding und Führung.
Beck kooperierte ab 2005 mit dem österreichischen Sozialwissenschafter Ernst Gehmacher in betrieblichen Beratungsprojekten. 2005 bis 2006 begleitete Beck die Fusion der Bank-Austria Realinvest. Im Buch Sozialkapital – Neue Zugänge zu gesellschaftlichen Kräften wurde in einem eigenen Kapitel ein Interview darüber publiziert. Beck produzierte 2009 unter dem Pseudonym „Tombeck“ sein erstes musikalisches Album Mei Herz brennt, 2012 das zweite Freude und 2013 das unplugged Live-Album und Film Knistern. Tombeck spielte am 20. Dezember 2013 in Bethlehem, Palästina solo am Rock to Bethlehem Musikfestival. Ab 2014 veröffentlichte er unter seinem Geburtsnamen Thomas Andreas Beck eine Serie von Singles.
Beck spielte mit seiner Band von 2013 bis 2016 am Wiener Donauinselfest. Am 31. Oktober 2014 veranstaltete er in Mödling zusammen mit dem 2010 bei Wetten, dass..? verunfallten Schauspieler Samuel Koch eine Konzertlesung. Am 25. März 2015 fand eine Konzertlesung mit dem von Geburt an blinden Extrembergsteiger, Coach und Buchautor Andy Holzer statt. Er produzierte sein Lied Freude mit mehr als 30 österreichischen Musikern für das Kinderhospiz Momo. Auf Becks Initiative hin fand das World Future Forum 2017 von 30. März bis 2. April 2017 statt. Beck war einer der aktiven Teilnehmer im Kreis vieler Träger des Alternativen Nobelpreises des World Future Council im Festspielhaus Bregenz. Beck ist Mitbegründer und seit 2016 Kurator des jährlich stattfindenden Weinsommer Gumpoldskirchen, eine Mischung aus Musikfestival und traditionellem Weinfest.
2017 veröffentlichte er sein erstes Solo-Album Stille führt. 2020 veröffentlichte Beck im Goldegg Verlag das Buch Texte die was keine Lieder geworden sind. Während der Corona-Krise 2020 veröffentlichte Beck unter dem Titel Koste es was es wolle ein digitales Kunstprojekt, welches sich an der gleichlautenden „Durchhalteparole“ des österreichischen Bundeskanzlers Sebastian Kurz orientierte. 2021 veröffentlichte er sein fünftes Album „Alles brennt“.
Beck ist Mitbegründer und seit 2021 Kurator des LakeSound Breitenbrunn, eine über den Sommer stattfindende Serie von Openair Konzertnächten im Seebad Breitenbrunn. 2022 wurde Beck als Mitglied in die Grazer Autorinnen Autorenversammlung aufgenommen. In diesem Jahr veröffentlichte er sein sechstes, seinem verstorbenen Mentor Ernst Gehmacher gewidmetes, Album „Ernst“. 2024 wurde Beck von der Grazer Autorinnen Autorenversammlung aufgrund seiner PEN Club Austria Mitgliedschaft ausgeschlossen.
2023 veranstaltete Beck gemeinsam mit der Kostümbildnerin Devi Saha in der burgenländischen Cselley Mühle Oslip das Festival „Österreich ist frei! Symposion für poetisch-politische Inspiration.“ bei welchem Beck gemeinsam mit der Politikwissenschaftlerin Katrin Praprotnik aus dem Faksimile Österreichischen Staatsvertrag las und unter anderem Bipolar Feminin, Das schottische Prinzip, Nathalie Ofenböck, Der Nino aus Wien und Gerald Votava auftraten. ORF Zeit im Bild, ORF Burgenland und Burgenländische Volkszeitung berichteten. Die Lesung des Staatsvertrags wurde in Virtual Reality Technologie gefilmt.
2024 veröffentlichte Beck im Goldegg Verlag das Buch Der Keller ist dem Österreicher sein Aussichtsturm. Das Buch reflektiert kritisch österreichische Identität und Geschichte und wurde als „poetische Reise durch das kulturelle Unterbewusstsein Österreichs“ beschrieben.Anton Thuswaldner: Salzburger Nachrichten. In: Salzburger Nachrichten. 7. Oktober 2024, abgerufen am 29. Oktober 2024.
Gemeinsam mit Fabian Burstein veranstaltete er 2024 das „Wiednerstand“. Ein Festival für Kultur, Demokratie und Diskurs.

## Diskografie
Singles 
- 2014: Große Mutter
- 2015: Kum zag di
- 2015: Freude für Momo

 Alben 
- 2009: Mei Herz brennt
- 2012: Freude
- 2013: Live-Album – Knistern (Unplugged)
- 2017: Stille führt
- 2021: Alles brennt
- 2022: Ernst

## Buchveröffentlichungen
- 2003: Ich lebe|sterbe
- 2012: Alles in die größte Kraft
- 2020: Texte die was keine Lieder geworden sind.
- 2024: Der Keller ist dem Österreicher sein Aussichtsturm